# Збарах Микола Миколайович
Мико́ла Микола́йович Зба́рах (нар. 25 лютого 1975, Первомайськ, Миколаївська обл., Українська РСР, СРСР) — колишній український футболіст, воротар.

## Біографія
Вихованець дніпропетровської СДЮШОР «Дніпро-75». 2012-13 — тренер воротарів в Академії дніпропетровського «Дніпра». З 2014 — тренер воротарів у ДЮСШ «Інтер» (Дніпро). Досі захищає ворота аматорських команд, поєднуючи з тренерською роботою.

## Кар'єра гравця
| Роки    | Команда                         | Чемп     | Кубок  |
| ------- | ------------------------------- | -------- | ------ |
| 1992-93 | Таврія (Херсон)                 | 4 (2п)   | -      |
| 1993-94 | Ворскла (Полтава)               | 13 (15п) | 2 (3п) |
|         | Таврія (Херсон)                 | 19 (21п) | -      |
| 1994-95 | Водник (Херсон)                 | 17 (19п) | 1 (6п) |
| 1995-96 | Таврія (Сімферополь)            | 4 (8п)   | 3 (2п) |
| 1996-97 | Кривбас (Кривий Ріг)            | 13 (17п) | -      |
|         | Дніпро (Дніпропетровськ)        | 1 (0п)   | 1 (2)  |
| 1997-98 | Дніпро (Дніпропетровськ)        | 1 (2п)   | -      |
|         | Дніпро-2 (Дніпропетровськ)      | 8 (10п)  | -      |
| 1998    | Кубань (Краснодар)              | -        | -      |
| 1998-99 | Дніпро-2 (Дніпропетровськ)      | 5 (1)    | -      |
| 1999    | -                               | -        | -      |
| 2000    | Локомотив (Санкт-Петербург)     | 8 (16п)  | -      |
|         | Локомотив (Нижній Новгород)     | -        | 1 (2)  |
| 2001    | -                               | -        | -      |
| 2001-02 | Батьківщина (Кривий Ріг)        | 2 (0п)   | -      |
| 2002-03 | Таврія (Сімферополь)            | 2 (1п)   | -      |
| 2003-04 | Кривбас-2 (Кривий Ріг)          | 6 (4п)   | -      |
|         | Петролул (Плоешти)              | 2 (0)    | -      |
|         | ПК Дніпровський (Нікополь)      | 5 (3п)   | -      |
| 2004-05 | Європа (Прилуки)                | 4 (2п)   | -      |
| 2005-06 | Сталь (Дніпродзержинськ)        | 26 (17п) | 3 (3п) |
| 2006-07 | Гірник (Кривий Ріг)             | 6 (4п)   | 1 (5п) |
|         | ІгроСервіс (Сімферополь)        | 10 (13п) | -      |
| 2007-08 | Сімург (Загатала)               | 3 (3п)   | -      |
|         | Савіт (Могильов)                | 4 (8п)   | -      |
|         | Хлібзавод № 9 (Дніпропетровськ) | 7 (15п)  | -      |
| 2008-09 | Комунальник (Луганськ)          | 3 (8п)   | -      |
|         | Олімпія (Бєльци)                | 12 (10п) | -      |
| 2009-10 | Олімпія (Бєльци)                | 17 (?)   | 2 (1)  |
|         | Буковина (Чернівці)             | 8 (1п)   | -      |
| 2010-11 | ФК Полтава                      | 1 (2п)   | 1 (0п) |